# Fischbeck (Elbe)
Fischbeck is een plaats en voormalige gemeente in de Duitse deelstaat Saksen-Anhalt, en maakt deel uit van de Landkreis Stendal.
Fischbeck telt 672 inwoners.